# Солонина

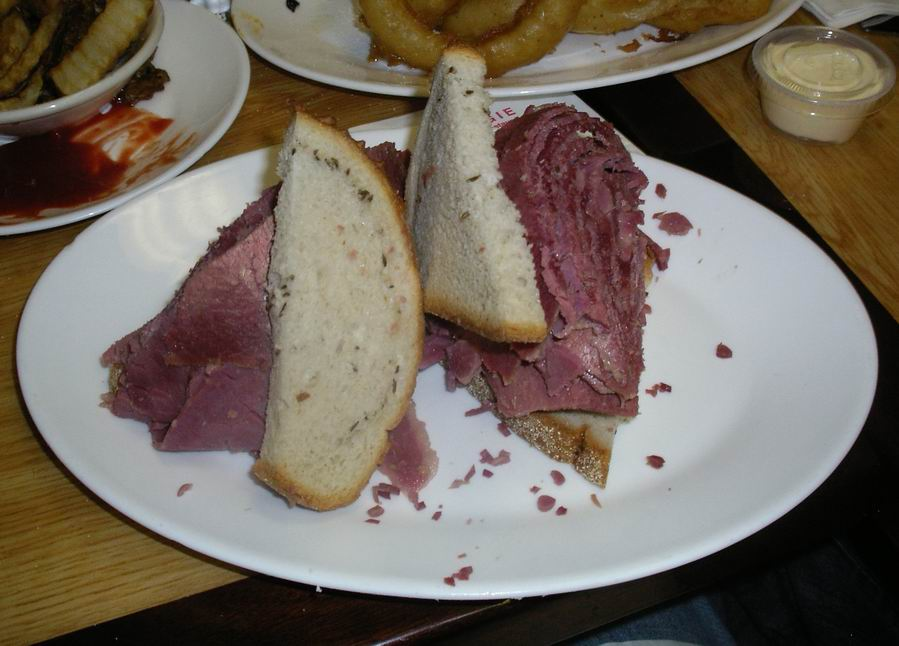
Бутерброд із солониною

Солонина — м'ясний продукт, отриманий шляхом тривалого витримування м'яса в кухонній солі. Процес отримання солонини називається посолом (рідше — засолкою або засоленням) м'яса.
Посол м'яса — можливий вид тривалого зберігання м'яса при позитивних температурах
Широко використовувався раніше, але з появою сучасних методів зберігання швидкопсувних продуктів втратив свою актуальність: великі заготовки солонини не завжди добре зберігалися.
В англомовних країнах термін «свиняча солонина» («salt pork») позначає не власне засолене м'ясо, а продукт, практично повністю відповідний в кулінарному плані українському салу — солоний свинячий жир з тим чи іншим вмістом м'яса.